# 1125/Within Reach
1125/Within Reach är en split-EP med banden 1125 och Within Reach, utgiven 2000.

## Låtlista[1]
1. 1125 - "I'm Not for Sale"
2. 1125 - "Chemists"
3. 1125 - "Where the Eagles Dare" (The Misfits-cover)
4. Within Reach - "Feel the Beat"
5. Within Reach - "Bullyparade"
6. Within Reach - "Lexicon Devil" (The Germs-cover)